# اندیس فارسیان
فارسیان یک اندیس فلزی است که در حوالی شهر رامیان استان گلستان قرار دارد و مادهٔ معدنی موجود در آن، مس است.  